# STS-66
STS-66 foi uma missão do programa do ônibus espacial, realizada pela tripulação da nave Atlantis entre 3 e 14 de Novembro de 1994, que fez uma série de experiências no Spacelab com o laboratório atmosférico Atlas-3, estudando a energia do sol e como ela afeta o clima e o meio ambiente terrestres.

## Tripulação
| Posição                  | Astronauta            |
| ------------------------ | --------------------- |
| Comandante               | Donald McMonagle      |
| Piloto                   | Curtis Brown          |
| Especialista de missão 1 | Scott Parazynski      |
| Especialista de missão 2 | Jean-François Clervoy |
| Especialista de missão 3 | Joseph Tanner         |
| Especialista de carga    | Ellen Ochoa           |

## Ligações Externas
- Sumário da Missão